# シュリデヴィ
シュリデヴィ・カプール（Sridevi Kapoor, 本名：Shree Amma Yanger Ayyapan、1963年8月13日 - 2018年2月24日）は、インドの女優。

## 来歴
タミル・ナードゥ州出身。4歳でデビューし、ボリウッドのアイドル的存在として人気を博した。1970年代から1990年代にかけて300本以上の映画に出演、インド映画界において男性主役なしでも興行的にヒットを飛ばせる珍しい女優となった。2013年、その映画への貢献が認められ、インドで文民に贈られる第4位の勲章であるパドマ・シュリー勲章を授与され、インドの国民的女優として知られた。
1996年に映画プロデューサーのボニー・カプールと結婚後、休業していたが、2012年に映画『マダム・イン・ニューヨーク』で15年ぶりに復帰した。
2018年2月24日、甥の結婚式に出席するため滞在していたアラブ首長国連邦・ドバイのホテルの一室の浴槽で意識を失い、浴槽内で溺れて死亡した。54歳。

## 主な出演作品
- ドタバタ・ツインズ ChaalBaaz (1989)
- JUDAAI（ジュダーイ） 欲望の代償 Judaai (1997)
- マダム・イン・ニューヨーク English Vinglish (2012)